# Projet de géothermie profonde à Lavey
Le projet de géothermie profonde à Lavey est un projet de géothermie hydrothermale situé à Lavey-Morcles, dans le canton de Vaud. Son objectif est de forer jusqu'à atteindre une source d'eau chaude avec un débit de 40 l/s et une température de 110 °C. Cette eau chaude aurait dû être remontée à la surface où elle aurait été utilisée dans une centrale électrique de type ORC puis aurait été déversée dans le bassin de rétention de l'usine hydroélectrique au fil de l'eau de Lavey (de).
Le forage est vertical jusqu'à 1 800 mètres, puis il a été incliné et orienté de manière à traverser le plus de fissures afin de capter un maximum d'eau. Un premier test d'atteinte des objectifs a été réalisé à 2300 mètres, mais comme il n'a pas été satisfaisant le forage a été prolongé jusqu'à une profondeur de 2 956 mètres. Ce second forage a eu lieu du 26 janvier 2022 au 17 septembre 2022. Le résultat n'étant pas non plus satisfaisant à cette profondeur le projet est temporairement suspendu en septembre 2022,.

## Historique
Le projet est mis à l'enquête fin 2018. Il s'inscrit dans un projet plus global de création d'une vingtaine de centrales géothermiques sur le territoire du canton de Vaud d'ici 2050, en accord avec les objectifs de la Confédération.

## Objectifs
L'énergie calorifique de l'eau remontée aurait dû servir à produire annuellement : 4,2 GWh électrique et 15,5 GWh thermique.

## Danger sismique
Les projets de géothermie subissent un fort rejet de la population en partie à cause de la peur que ces projets engendrent des tremblements de terre, comme cela fut le cas lors du projet Deep Heat Mining (de) à Bâle en 2006.
Bien que ce projet n'ait pas eu recours à la fracturation hydraulique à cause de la présence d'eau et de fissures, et afin de s'assurer de la qualité du suivi des potentiels tremblements de terre, le service de sismologique suisse a installé trois stations temporaires dans les environs. Elles n'ont fait état d'aucun tremblement de terre durant le forage.

## Plateforme de forage
La plateforme a été acheminée depuis les Pays-Bas à l'aide d'un camion huit essieux et l'ensemble pèse 89 tonnes. À la fin du forage la plateforme a été déplacée jusqu'à Vinzel pour un autre projet de géothermie profonde.

## Financement
Le projet a couté 40 millions de francs dont 17,5 de la part de l'Office fédérale de l'énergie et 1,5 du canton de Vaud, le reste étant à la charge des partenaires du projet (EOSH, CESLA, SI-REN, Romande Énergie, Holdigaz et les communes de Lavey-Morcles et de Saint-Maurice).